# Capacete ciclístico

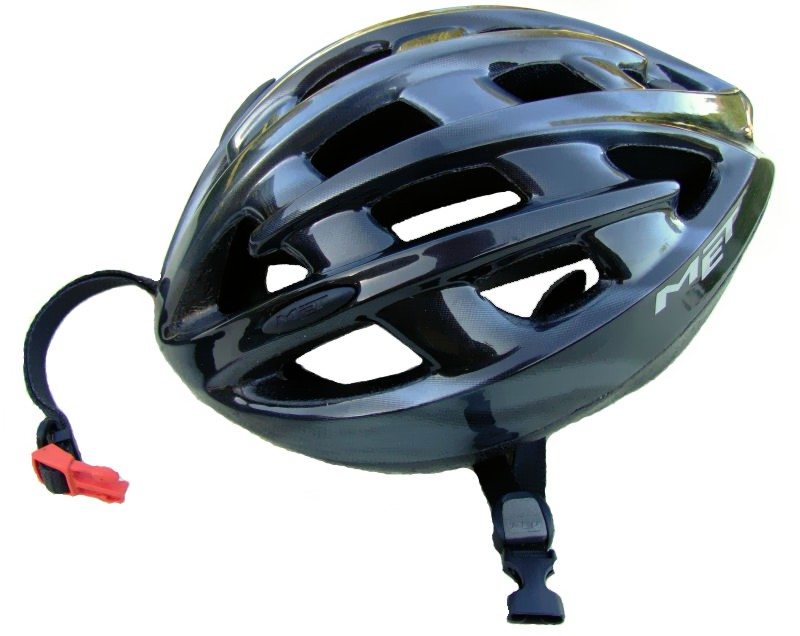
Capacete para ciclismo

Um capacete ciclístico é um capacete para ser utilizado ao andar de bicicleta. São desenvolvidos de forma a atenuar os impactos do crânio do ciclista em quedas mas de uma forma que não crie problemas indesejados como a diminuição da visão periférica. Existe um debate científico ativo, sem consenso, se os capacetes são úteis para o ciclista em geral, e se suas desvantagens atrapalham mais que seus ganhos.